# Литвиновка (Ростовская область)
Литви́новка — село в Белокалитвинском районе Ростовской области, бывший центр Литвиновского района Каменской области.
В настоящее время является административным центром Литвиновского сельского поселения.

## География
Село расположено на реке Калитва в 35 км к северу от железнодорожной станции Белая Калитва (линия «Волгоград—Лихая» Северо-Кавказской железной дороги).

## История
Во время Великой Отечественной село было оккупировано 10 июля 1942 года.

## Население
| 1989 | 2002  | 2010  |
| ---- | ----- | ----- |
| 1917 | ↗1954 | ↘1723 |

### Известные люди
- Денисова, Раиса Никифоровна — Герой Социалистического Труда
- Гуреев Василий Николаевич — Министр экономики Украины.

Кравцов Михаил Фёдорович - Заслуженный учитель РФ.
Блинова Лукерия Григорьевна - заслуженный учитель РФ.
Андреева Мария Ивановна - заслуженный учитель РФ.

## Экономика
В Литвиновке на 1953 год имелись: маслодельный завод, инкубаторно-птицеводческая станция, средняя школа, дом культуры, библиотека.
В настоящее время село испытывает проблемы с водоснабжением, вода в колодцах уходит всё ниже.

## Достопримечательности
Территория Ростовской области была заселена еще в эпоху неолита. Люди, живущие на древних стоянках и поселениях у рек, занимались в основном собирательством и рыболовством. Степь для скотоводов всех времён была бескрайним пастбищем для домашнего рогатого скота. От тех времен осталось множество курганов с захоронениями  жителей этих мест. Курганы и курганные группы находятся на государственной охране.
Поблизости от территории хутора Литвиновка Белокалитвинского района расположено несколько достопримечательностей – памятников археологии. Они охраняются в соответствии с Федеральным законом от 25.06.2002 N 73-ФЗ "Об объектах культурного наследия (памятниках истории и культуры) народов Российской Федерации", Областным законом от 22.10.2004 N 178-ЗС "Об объектах культурного наследия (памятниках истории и культуры) в Ростовской области", Постановлением Главы администрации РО от 21.02.97 N 51 о принятии на государственную охрану памятников истории и культуры Ростовской области и мерах по их охране и др. 
- Курган «Дубовый I», расположен в четырёх километрах на северо-запад от хутора Литвиновки;
- Курган «Лесной I», расположен в шести километрах на северо-запад от хутора Литвиновки;
- Курган «Литвиновский», расположен на восточной окраине хутора Литвиновки[6].